# Hugo Berly
Hugo Berly Silva (ur. 31 grudnia 1941 w Santiago  – zm. 24 grudnia 2009 w Waszyngtonie) – piłkarz chilijski grający podczas kariery na pozycji obrońcy.

## Kariera klubowa
Karierę piłkarską Hugo Berly rozpoczął w stołecznym Santiago Wanderers w 1960. W latach 1964–1970 był zawodnikiem Audax Italiano. W 1971 przeszedł do Unión Española, w którym występował do końca kariery w 1977. Z Uniónem Española trzykrotnie zdobył mistrzostwo Chile w 1973, 1975 i 1977 oraz dotarł do finału Copa Libertadores 1975, gdzie Unión Española uległ argentyńskiemu Independiente Avellaneda.

## Kariera reprezentacyjna
W 1966 roku został powołany przez selekcjonera Luisa Álamosa do kadry na Mistrzostwa Świata w Anglii. Na Mundialu Berly był rezerwowym i nie wystąpił w żadnym meczu. W reprezentacji Chile Berly zadebiutował 15 sierpnia 1967 w wygranym 1-0 towarzyskim spotkaniu z Argentyną.
Ostatni raz w reprezentacji Berly wystąpił 26 kwietnia 1974 w zremisowanym 0-0 towarzyskim meczu z Haiti. Od 1967 do 1974 roku rozegrał w kadrze narodowej 10 spotkań.